# Talitha Muusse
Talitha Agueda Muusse (Delft, 21 juni 1991) is een Nederlands onderneemster en voormalig presentatrice van het tv-actualiteitenprogramma Op1.

## Biografie
Muusse werd geboren in Delft en woonde in Pijnacker, Nieuwerkerk aan den IJssel en Rotterdam. Haar vader was een baggeraar en leerde haar moeder kennen in Peru. Muusse behaalde haar master bedrijfskunde aan de Erasmus Universiteit Rotterdam en studeerde af op het onderwerp ‘Duurzaam Leiderschap van de Millennial Generatie‘. Muusse is medeoprichter van het bemiddelingsbureau Blikverruimers, dat jonge bestuurders begeleidt. 
Na haar studie werkte ze onder andere bij MVO Nederland, waar ze van 2013 tot eind 2021 commissaris in de raad van toezicht was. Bij haar aantreden werd Muusse de jongste commissaris van Nederland. Muusse was ook toezichthouder bij Wakker Dier en is lid van de strategische adviesraad Unit Buildings, Infrastructure & Maritime bij onderzoeksinstituut TNO. Muusse was in 2020 een van de gezichten van Coalitie-Y, een samenwerkingsverband met als doel jongereninspraak structureel te verbeteren. Coalitie-Y werd opgericht door een aantal jongerenorganisaties, de ChristenUnie en tv-presentator Tim Hofman. Ook richtte ze het platform Duurzame Jonge 100 op.

### Televisie en podcast
Van 17 januari tot en met 28 maart 2021 presenteerde Muusse namens KRO-NCRV op zondag het tv-actualiteitenprogramma Op1, samen met Sven Kockelmann. In de laatste aflevering die ze zou presenteren ontbrak ze echter vanwege een politieke uitlating die volgens KRO-NCRV niet strookte met haar journalistieke taak als presentator, terwijl Muusse dit als een beknotting van haar journalistieke vrijheid zag.
Sinds januari 2022 maakt Muusse met Mark Beekhuis de podcast De Nieuwsdag voor BNR Nieuwsradio. Muusse was vanaf oktober 2023 te zien als expert in het SBS6-televisieprogramma GoedNieuws Vandaag. Aangezien het programma kampte met lage kijkcijfers en negatieve recensies was de laatste uitzending op 22 december dat jaar.

## Trivia
- Muusse werd door de Volkskrant in de Top 200 van invloedrijkste Nederlanders van 2020 op positie 193 gezet.[14]